# Dallas Open
Dallas Open — міжнародний щорічний чоловічий професійний тенісний турнір, який проводиться в лютому у Далласі, США. 
Турнір перенесенно з Юніондейла (штат Нью-Йорк), де він проводився під назвою New York Open. 
Турнір 2022 року означав повернення туру ATP до Далласа після перерви з 1983 року, коли відбувся  Dallas Open 1983.
2025 року категорія турніру підвищилась до рівня ATP 500.

## Фінали

### Одиночний розряд
| Рік             | Чемпіон         | Фіналіст        | Рахунок                        |
| --------------- | --------------- | --------------- | ------------------------------ |
| ↓ Тур ATP 250 ↓ |                 |                 |                                |
| 2022            | Рейллі Опелка   | Дженсон Бруксбі | 7–6(7–5), 7–6(7–3)             |
| 2023            | У Їбін          | Джон Ізнер      | 6–7(3–7), 7–6(7–4), 7–6(14–12) |
| 2024            | Томмі Пол       | Маркос Гірон    | 7–6(7–3), 5–7, 6–3             |
| ↓ Тур ATP 500 ↓ |                 |                 |                                |
| 2025            | Денис Шаповалов | Каспер Рууд     | 7–6(7–5), 6–3                  |

### Парний розряд
| Рік             | Чемпіони                        | Фіналісти                       | Рахунок               |
| --------------- | ------------------------------- | ------------------------------- | --------------------- |
| ↓ Тур ATP 250 ↓ |                                 |                                 |                       |
| 2022            | Марсело Аревало Жан-Жульєн Роєр | Ллойд Ґласспул Гаррі Геліоваара | 7–6(7–4), 6–4         |
| 2023            | Джеймі Маррей Майкл Вінус       | Натаніел Ламмонс Джексон Вітроу | 1–6, 7–6(7–4), [10–7] |
| 2024            | Макс Перселл Джордан Томпсон    | Вільям Блумберґ Rinky Hijikata  | 6–4, 2–6, [10–8]      |
| ↓ Тур ATP 500 ↓ |                                 |                                 |                       |
| 2025            | Крістіан Гаррісон Еван Кінґ     | Аріель Беар Роберт Ґалловей     | 7-6(7-4), 7-6(7-4)    |